# Federica Isola
Federica Isola (Milão, 27 de setembro de 1999) é uma esgrimista italiana, medalhista olímpica.

## Carreira
Isola conquistou a medalha de prata nos Jogos Olímpicos de Verão de 2020 em Tóquio ao lado de Rossella Fiamingo, Mara Navarria e Alberta Santuccio, após confronto contra as chinesas Zhu Mingye, Xu Anqi, Lin Sheng e Sun Yiwen na disputa de espada por equipes.